# Mestoklema arboriforme
Mestoklema arboriforme är en isörtsväxtart som först beskrevs av William John Burchell, och fick sitt nu gällande namn av Nicholas Edward Brown och H.F. Glen. Mestoklema arboriforme ingår i släktet Mestoklema och familjen isörtsväxter. Inga underarter finns listade i Catalogue of Life.